# Катастрофа Ил-14 под Ткварчели
Катастрофа Ил-14 под Ткварчели — авиационная катастрофа, произошедшая в пятницу 10 июня 1960 года в районе Ткварчели (Абхазская АССР) с самолётом Ил-14П (по другим данным — Ил-14М) компании Аэрофлот, при этом погиб 31 человек.

## Самолёт
Ил-14П с заводским номером 7343107 и серийным 31-07 бы выпущен Ташкентским авиационным заводом 7 августа 1957 года, после чего был продан Главному управлению гражданского воздушного флота. Авиалайнер получил бортовой номер СССР-Л1571 и был направлен в 77-й авиатранспортный отряд Северо-Кавказского территориального управления гражданского воздушного флота. В 1959 году, в связи с перерегистрацией, бортовой номер сменился на CCCP-91571. Всего на момент катастрофы самолёт имел наработку 5423 лётных часа.

## Экипаж
Экипаж из 77 АТО имел следующий состав:
- Командир (КВС) — Самусь Виталий Яковлевич
- Пилот-инструктор — Божко Иван Сергеевич
- Второй пилот-стажёр — Гудков Виктор Иванович
- Бортмеханик — Лещенко Александр Федосеевич
- Бортрадист — Сологуб Елизавета Никитична
- Стюардесса — Любаева Вера Федоровна

Также в состав экипажа был записан служебный пассажир — начальник медсанчасти Ростовского аэропорта Домбровский Иосиф Александрович.

## Катастрофа
Экипаж выполнял пассажирский рейс 207 из Ростова-на-Дону в Тбилиси с промежуточными посадками в Краснодаре, Сочи, Сухуми и Кутаиси. В 10:07 МСК самолёт с 24 пассажирами и 7 членами экипажа на борту вылетел из Сочинского аэропорта. Согласно выданному прогнозу погоды, на маршруте ожидалась переменная слоисто-кучевая облачность с нижней границей 600—1000 метров и видимость более 10 километров. В 10:31 экипаж вышел на связь с диспетчерским центром в Сухуми и доложил о входе в зону их ответственности. Также был дан запрос на разрешение выполнить пролёт без посадки, так как на борту не было пассажиров, которые должны сойти в Сухуми. На это диспетчер дал указание набирать и занимать высоту 1200 метров. В 10:45 с самолёта доложили о прохождении привода по ПВП, на что было получено разрешение выполнить пролёт без посадки. После этого рейс 207 на связь с диспетчером в Сухуми уже не выходил.
В 10:55 экипаж попытался связаться с диспетчером Кутаисского аэропорта, когда во время вызова связь неожиданно прервалась. В этот же момент летящий в облаках на высоте 1200 метров Ил-14 в 51 километре к востоку от Сухумского аэропорта и 17 километрах севернее трассы врезался в закрытую облаками гору Реч (высота 1436 метров), что неподалёку от Ткварчели. От удара о деревья обе плоскости отделились, после чего через 80 метров фюзеляж упал на горный склон. Полностью разрушенный и сгоревший самолёт был обнаружен на следующий день. Все находящиеся на борту люди погибли.

## Причины
В ходе расследования было установлено, что данные рейсы 207 и 208 (обратный) выполнялись Северо-Кавказским управлением впервые, а задание 77 авиаотряду выдали за 10 дней. Однако руководство авиаотряда собрало экипаж наспех и только за день до полёта — 9 июня, при этом на подготовке отсутствовали бортмеханик и бортрадист. Хотя трасса полёта считается сложной, экипаж по ней не провозили, а также не стали включать в его состав штурмана. Кроме того, командир экипажа Самусь не имел допуска к самостоятельной работе на пассажирских рейсах, поэтому в состав экипажа и включили пилота-инструктора, который вернулся из отпуска 7 июня, то есть за 3 дня до полёта. Плохо ориентируясь во время полёта, а также не зная и недооценивая метеообстановку, экипаж в результате допустил, что самолёт отклонился к северу от трассы. В свою очередь, сухумские диспетчеры не контролировали по радиолокатору полёт рейса 207 и не осуществляли непрерывное радионаблюдение за ним. Пролетев 100 километров в течение 20 минут, экипаж не получил ни одного сообщения о том, где точно находится самолёт и по какому курсу летит. Также было установлено, что полёты на данной трассе выполнялись по устаревшим инструкциям, которые во многом противоречили действующим наставлениям по производству полётов НПП-ГА-58.
По мнению комиссии, виновниками происшествия стали:
1. Командир экипажа — не брал контрольного пеленга и не требовал у сухумского диспетчера сообщить данные о фактической погоде и местонахождении самолета, вместо этого прекратив радиосвязь с Сухуми.
2. Руководитель полётов — имея информацию о погоде, не стал передавать её экипажу, а также не обеспечил, чтобы его смена вела контроль за полётом.
3. Диспетчер КДП — руководил полётом только по сообщениям от экипажа.
4. Радиометрист — обязанности выполнял стажёр, хотя его нельзя было допускать к самостоятельной работе. При этом не вёл непрерывного наблюдения за рейсом 207.